# Faysal Ali Warabe
Faysal Ali Warabe (en somalí: Faysal Cali Waraabe; en árabe: فيصل علي ورابي; n. 1948) es un ingeniero y político somalilandés. Fue Director de Planificación y Construcción, así como Director Regional de Somalia. Tras la restauración de la independencia de Somalilandia en 1991, Warabe mantuvo una carrera política destacada como líder del Partido Justicia y Bienestar (UCID), siendo su candidato presidencial en las elecciones presidenciales de 2003, 2010, 2017 y 2024, ubicándose en todas en tercer lugar.

## Biografía
Warabe nació en 1948 en Hargeisa, en la entonces Somalilandia británica. Proviene del clan Eidagale de la familia del clan Isaaq. Faysal Ali completó su educación primaria, intermedia y secundaria en Somalilandia . Para su educación postsecundaria, Waraabe estudió en la Universidad Nacional Somalí, donde aprendió cursos de formación docente. Warabe estudió en la Unión Soviética. Obtuvo una maestría en ingeniería en 1973 en una institución de Leningrado. Entre 1997 y 2001, Warabe también se matriculó en la Facultad de Ciencias Sociales de la Universidad de Helsinki, donde asistió a cursos en el Departamento de Política Social. Más tarde se mudó a Espoo. Recibió la ciudadanía finlandesa en 1999. Habla somalí, árabe, inglés, ruso y finlandés.
Ingeniero de profesión, Warabe comenzó su carrera como presidente de AYAAN, una empresa de construcción somalí. Más tarde trabajó como ingeniero jefe en Mogadiscio. Posteriormente, Warabe trabajó en el gobierno central de Somalia como Director de Planificación y Construcción en el Ministerio de Obras Públicas. Más tarde fue designado Director Regional del Ministerio.
En 2001, Warabe fundó el Partido  Justicia y Bienestar (UCID) en Somalilandia, con un programa basado en el del Partido Socialdemócrata Finlandés. Como presidente de la asociación política, el UCID quedó en tercer lugar en las elecciones regionales de 2002, recibiendo el 12% de los votos y calificando para convertirse en una de las tres organizaciones legalmente habilitadas para operar como partido nacional bajo el sistema de multipartidismo limitado a tres partidos que rige en el país. Waraabe fue candidato presidencial de UCID en las elecciones de 2003, ubicándose en tercer lugar.
El hijo de Warabe, Sayid Hussein Feisal Ali Warabe (nacido en 1991), murió el 29 de diciembre de 2017 en Siria. Sayid Hussein Feisal Ali, que tenía ciudadanía finlandesa y que también era conocido como Abu Shuayb as-Somali (de Finlandia), había viajado desde Finlandia a Siria a principios de 2013 para convertirse en un combatiente yihadista, primero uniéndose a al-Nusra y más tarde a ISIS. Su primo, Abu Mansuur Somali, también dejó Leppävaara para Siria y se cree que los dos se radicalizaron juntos. Faysal Ali, que había advertido a las autoridades finlandesas sobre su hijo, cree que Sayid Hussein Feisal Ali murió en un ataque aéreo.